# Paul Dunca
Paul Dunca (n. 1800, Orșova, Mureș – d. 1 decembrie 1888, Sibiu) a fost un jurist român transilvănean.
În anul 1861 îndeplinea funcția de consilier gubernial la Cluj. A fost, de asemenea, deputat în Dieta de la Cluj, apoi membru al Senatului Imperial din Viena.
A fost unul din membrii fondatori ai ASTREI, îndeplinind pentru o perioadă funcția de vicepreședinte, și președinte al Băncii Albina.
Paul Dunca de Sajo a murit în anul 1888 și a fost înmormântat în cimitirul Bisericii din Groapă din Sibiu. Pe monumentul său funerar se află următoarea inscripție: „Paul Dunca de Sajo, consiliaru gubernialu regescu, nascutu în 20.Julie 1800, reposatu in Domnul 1. Decemvrie 1888. Fiei memoria binecuventate”.

## Imagini

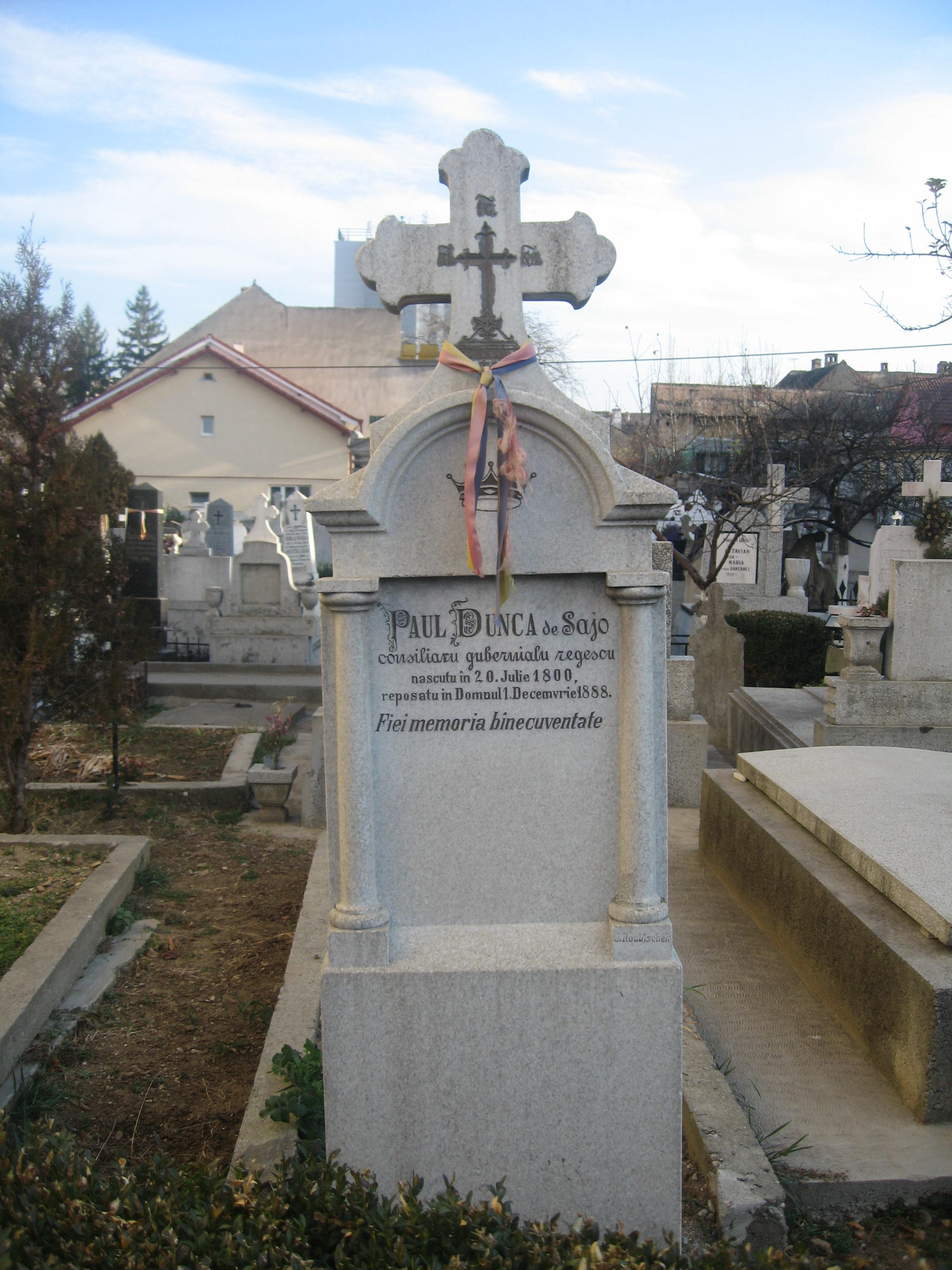
Mormântul lui Paul Dunca de Sajo